# Hemierianthus villiersi
Hemierianthus villiersi är en insektsart som beskrevs av Marius Descamps 1967. Hemierianthus villiersi ingår i släktet Hemierianthus och familjen Chorotypidae. Inga underarter finns listade i Catalogue of Life.